# Rodina (opera)
Rodina je čtvrtá opera (op. 46) slovenského skladatele českého původu Ladislava Holoubka. Vznikla v letech 1956–1959 na libreto, které si napsal skladatel sám podle hry českého herce a dramatika Ilji Prachaře Domov je u nás. Premiéru měla ve Slovenském národním divadle v Bratislavě 12. listopadu 1960. Je to první slovenská opera na soudobý domácí námět.

## Vznik, charakteristika a historie díla
Ladislav Holoubek se k opeře vrátil se značným odstupem od svých tří předchozích oper, vzniklých v rychlém sledu na přelomu 30. a 40. let 20. století. Zaujala ho činohra Ilji Prachaře Domov je u nás, která měla premiéru 26. února 1956 ve Slováckém divadle v Uherském Hradišti. Holoubek se s ní seznámil v inscenaci Státního divadla Košice, kde působil jako šéf opery, téhož roku. Jejím námětem byl mírně kritický obraz vesnice v době kolektivizace, kdy společenské změny doléhají na tradiční rodinné svazky. Skladatel si činohru ihned začal upravovat na libreto. Děj přenesl ze Slovácka na blízké slovenské Záhoří a předlohu zkrátil (přesto jsou v konečném zpracování některé scény příliš dlouhé a statické). Prohloubil však psychologické zachycení postav a do středu zájmu postavil utrpení a smrti hlavní hrdinky Heleny; v posledním dějství hudebně zvláště účinně zvýraznil kontrast mezi dožínkovou veselicí (reprezentovanou dechovou hudbou za scénou) venku a stísněnou atmosférou Helenina umírání uvnitř. Od roku 1958 pracoval Holoubek jako dirigent ve Slovenském národním divadle, ve kterém také svou operu sám nastudoval.
Námět zhodnotil operní kritik a historik Jaroslav Blaho takto: „V slovenské operní tvorbě má prioritní postavení prvního pokusu o námět ze současného života. Je kritickým, i když […] trochu sentimentalizujícím pohledem na život tří generací západoslovenské vesnice ve změněných společensko-politických podmínkách. Poukazuje na možné metamorfózy charakteru venkovského člověka, který po přechodu do městského prostředí ztrácí své lidské hodnoty, svou morálku.“ V době své premiéry byla Prachařova hra považovaná za novátorským odbočením od stalinistické dramatiky, kde výjimečným bylo již postavení stranického funkcionáře do negativní role; již v době uvedení opery však byl již námět považován za překonaný a například Ladislav Čavojský v časopise Kulturný život jí vyčítal „převahu bolestínství nad progresivní společenskou kritikou“.
Hudebně se skladatel nepohybuje daleko od svých dřívějších oper, tj. v zásadě na půdě novoromantismu. Zvláště důmyslná práce s příznačnými motivy vychází z Richarda Wagnera: vlastní příznačný motiv má nejen každá z dvanácti postav, ale i některé abstraktní myšlenky (domov, láska, bolest, smrt). Vedle toho však Holoubek využívá Janáčkovy principy vedení zpěvních hlasů: řada motivů je odvozena od spádu hovorové řeči a má výraznou citovou náplň. Orchestr je silně obsazen (vedle toho se vyskytuje dechová hudba za scénou) a obecně je silnou stránkou Rodiny motivická a instrumentální rozmanitost. Na některých místech, avšak poměrně střídmě, skladatel k vystižení venkovského dějiště využívá imitací západoslovenského folklóru. Prvnímu a třetímu dějství jsou předeslány orchestrální úvody, jež jsou vlastně samostatnými, byť nedlouhými symfonickými skladbami. Podle muzikologa Igora Vajdy: „[h]udební stránka prozrazuje plnokrevného, ale do minulosti zahleděného skladatele.“ Již zmíněný Ladislav Čavojský Rodině vyčítal „starou estetiku, naturalisticko-veristické principy a zaužívanou vnitřní strukturu hudebního dramatu“.
6. dubna 1961 byla Rodina provedena na zájezdu Slovenského národního divadla v Praze na scéně Smetanova divadla. Pozdější vrcholný komunistický politik Vasil Biľak, tehdy slovenský pověřenec školství a kultury, podle svých pamětí zhlédl operu dodatečně; o hudbě se domníval, že „je pěkná“, ale děj prý byl „neobyčejně primitivní“, plný „trapných scén“, a pobouřila ho negativní postava vyššího stranického funkcionáře. Přestože původně dostal od tehdejšího prvního tajemníka ÚV KSS Karola Bacílka pro skladatele „první slovenské socialistické opery“ uspořádat slavnostní večeři, rozhodl se Biľak jinak: „Večeři jsem neuspořádal, ale dal jsem pokyn hru stáhnout z repertoáru.“
Rodina již později žádným divadlem nastudována nebyla. Zachovala si význam jako ve slovenském repertoáru dosud ojedinělá opera na civilní současný námět.

## Osoby a první obsazení
| osoba                          | hlasový obor | premiéra (12.11.1960)                                  |
| ------------------------------ | ------------ | ------------------------------------------------------ |
| Karol Petrák                   | basbaryton   | Gejza Zelenay / Juraj Martvoň                          |
| Helena Petráková, jeho žena    | soprán       | Štěfánia Hulmanová / Kristína Kusá / Božena Suchánková |
| Božena, jejich dcera           | mezzosoprán  | Ľuba Baricová / Oľga Hanáková                          |
| Tóno, jejich syn               | tenor        | Gustáv Papp / Andrej Kucharský                         |
| Babka Petráčka, Karolova matka | soprán       | Helena Bartošová / Marta Meierová                      |
| Cyril Klimo, Boženin muž       | tenor        | Alexander Baránek / Štefan Gabriš                      |
| Terezka, Tónova žena           | soprán       | Anna Martvoňová / Anna Peňašková                       |
| Fero Duchoň, Helenin bratr     | baryton      | Emil Schütz / Juraj Wiedermann                         |
| Martin Meliš, předseda JZD     | bas          | Ondrej Malachovský / Václav Nouzovský                  |
| Zuza Meliška, jeho žena        | soprán       | Mária Kišonová-Hubová / Zita Frešová-Hudcová           |
| Miško, vesnický blázen         | tenor        | Janko Blaho                                            |
| Hlas za scénou                 | tenor        | Štefan Gabriš / Karol Sekera                           |
| Ženský sbor za scénou          |              |                                                        |
| Dirigent:                      | Dirigent:    | Ladislav Holoubek                                      |
| Režie:                         | Režie:       | Karel Jernek                                           |
| Výprava:                       | Výprava:     | Zbyněk Kolář                                           |
| Kostýmy:                       | Kostýmy:     | Olga Filipi                                            |

## Děj opery
Odehrává se v domě rodiny Petrákových ve vesnici na slovenském Záhoří.

### 1. dějství
V jednom domě žije celá rodina Petrákových: matka Helena Petráková, její tchyně – babka Petráčka, dcera Božena s manželem Cyrilem Klimou a syn Tóno s manželkou Terezkou a malou dcerkou. Jen hlava rodiny, stranický pracovník Karol Petrák, je v domě řídkým hostem, jinak pracuje v Bratislavě. Starost o domácnost a zejména o výchovu dětí zůstala ve slabých rukou jeho ženy. Nedopadla příliš dobře: Božena je sobecká a líná žena, která i se svým manželem jedná s opovržením, a Tóno je prchlivý.
Božena je sice zaměstnána na dráze, ale dnes se hodila marod a je doma, stejně jako Terezka a babička; Tóno je ve vazbě pro podezření, že napadl a na zdraví vážně poškodil předsedu místního JZD Martina Meliše. V domě se zastavuje předsedova manželka Zuza Meliška a nese potěšující zprávu: její manžel se probral z bezvědomí a svou výpovědí zprostil Tóna podezření. Božena ale poslouchá jen na půl ucha a novinku ani nesdělí Tónově ženě, protože myslí na své vlastní starosti. Dopustila se totiž v zaměstnání zpronevěry a hrozí jí vyhazov z práce, jestliže škodu neprodleně nenahradí. Svěřuje se s problémem manželovi a žádá jej o peníze, ale nenachází u něj zastání. Pro Cyrila je to poslední kapka v jejich dlouhodobě narušeném vztahu, je jejím činem pohoršen a odchází od ní. Boženě nezbývá než ukrást matčiny úspory.
Obecní blázen Miško, který neustále zpívá nábožné písně, hledá zastání u babičky Petrákové před vesnickou mládeží, která ho označuje za čarodějníka. Od lékaře se právě vrací Helena, doprovázená svým bratrem Ferem Duchoněm. Fero sice ví, že Helena stůně na srdce, přesto se cítí povinen říci sestře, co se hodnověrně dozvěděl o tom, jak její manžel v Bratislavě žije. Helena se rozčílí a dostává srdeční záchvat. Smutná píseň žen doléhající z návsi a do toho Miškovy pobožné písničky jsou na ni moc a posílá Mišku pryč. Ten se ve dveřích míjí s Tónem, propuštěným z vazby.

### 2. dějství
Rodina Petrákových usedá k večeři na verandě. Karol opět schází. Tóno si stýská, že se otec opět už dva týdny neukázal, ale Helena syna ujišťuje, že dnes večer dorazí. Tóno vypráví zážitky z vazební věznice; kromě toho by se rád dozvěděl, kdo tehdy předsedu Meliše přepadl. Tóno byl tehdy poblíž, ale slyšel jen útočníkův hlas. Tónova manželka je šťastná, že má muže zase doma; jejich láskyplné objetí však naruší Božena vyhledávající hádku. Tóno jí chce uniknout a navštívit Meliše.
V tom přichází domů Karol Petrák. Má špatnou náladu a Tónovi ihned vyčítá jeho pobyt ve vězení. V kárání plynule přechází na Boženu, o jejíž zpronevěře se dozvěděl. Helena se dcera zastává a chce jí vypomoci svými úsporami, zjišťuje však, že zmizely. – Navíc ji čeká nepříjemný rozhovor s manželem o jeho údajném chování v Bratislavě. Karol všechna nařčení odmítá, pro Helenu však více než jeho slova vypovídá fakt, že žádá, aby mu místo společné ložnice ustlala na verandě. Helena tak činí a mlčky odchází.
Osamělý Karol poslouchá ukolébavku, kterou zpívá své dcerce Terezka; pak mu jeho matka za bědování nad synovým chováním přináší čisté prádlo. V následujících okamžicích začíná bouře a motivuje Petráka k introspekci. Rozhoduje se rodinu zcela opustit. Vracející se Tóno jej chce zadržet, ale bezúspěšně. – Výkřik a sténání Heleny z jejího pokoje nasvědčují, že ji stihl další záchvat. Tóno běží pro lékaře. V bouři zaslechne hlas, ve kterém poznává hlas útočníka na Meliše, jak vyhrožuje Miškovi, a Tóno se vydává Miškovi na pomoc.

### 3. dějství
Zatímco venku hraje dechová hudba a slaví se družstevní dožínky, Helena leží bezvládně ve své posteli. Její stav se v nemocnici dále zhoršil a byla propuštěny více méně proto, aby zemřela v prostředí domova. U Helenina lože sedí její tchyně, babička Petráková. Přichází i Terezka a s hrdostí oznamuje, že byli s Tónem přijati za kandidáty strany. Babička není novinkou nadšena: nemá ve stranu důvěru, ostatně její syn je stranický funkcionář, a přesto opustil svou umírající manželku. Bláznivý Miško ale přináší zprávu, že Karol byl ze strany vyloučen; to potvrzuje i Helenin bratr Fero. Sousedka Melišová se snaží Helenu rozptýlit vyprávěním o dožínkách, ta však – obklopena mezitím již celou rodinou – začíná blouznit a umírá.
Karol přišel, ale je již pozdě. Pod vlivem výčitek svědomí i své matky opět odchází, aby prací napravil svou vinu. Matka mu však připomíná, že ať se děje co chce, má u nich stále svůj domov.